# 萨克拉门托河
萨克拉门托河（英語：Sacramento River）是美国加利福尼亚州最长的河流。
该河发源于喀斯喀特山脉的沙斯塔山附近，全长382英里。该河由发源地开始流向西南，穿过位于太平洋海岸山脉和内华达山脉之间的中央谷地北部，然后在与亞美利加河汇合的地方不远，它就连同圣华金河形成萨克拉门托河三角洲，然后注入旧金山湾北部。其主要支流为皮特河、番泽河、梅克劳德河以及亞美利加河。其中皮特河最长，但番泽河与美国河的流量更大。
人工运河使该河自旧金山湾入海口以上180英里都可以航行，远洋轮可一直上溯至萨克拉门托。开辟航道后，有时会发现一些海洋生物如灰鲸和海狮等误入河中觅食或寻求庇护，无法重返太平洋。

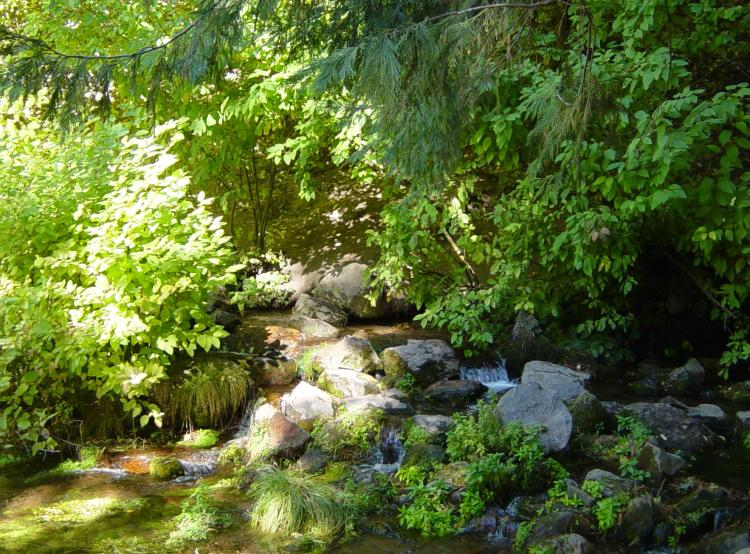
加利福尼亚北部沙加缅度河上游源头